# Bruxelles-Ingooigem 1998
La Bruxelles-Ingooigem 1998, cinquantunesima edizione della corsa, si svolse il 17 giugno su un percorso di 168 km, con partenza da Bruxelles e arrivo a Ingooigem. Fu vinta dal russo Sergej Ivanov della squadra TVM-Farm Frites davanti al belga Geert Van Bondt e al danese Frank Høj. Fu la prima vittoria di un ciclista russo (la seconda di un corridore non belga) nella storia di questa competizione.

## Ordine d'arrivo (Top 10)
| Pos. | Corridore       | Squadra                     | Tempo    |
| ---- | --------------- | --------------------------- | -------- |
| 1    | Sergej Ivanov   | TVM-Farm Frites             | 3h15'00" |
| 2    | Geert Van Bondt | TVM-Farm Frites             | s.t.     |
| 3    | Frank Høj       | Palmans-Ideal               | s.t.     |
| 4    | Wim Vansevenant | Vlaanderen 2002-Eddy Merckx | s.t.     |
| 5    | Bart Heirewegh  | Ipso                        | s.t.     |
| 6    | Nico Strynckx   |                             | s.t.     |
| 7    | John Talen      |                             | s.t.     |
| 8    | Rik Van Slycke  | Spar-RDM                    | s.t.     |
| 9    | Tom Stremersch  | Vlaanderen 2002-Eddy Merckx | s.t.     |
| 10   | Oleg Pankov     | Ipso                        | s.t.     |